# George Weigel
 George Weigel (Baltimore, 1951 -) est un écrivain et chercheur américain, spécialisé dans la théologie et la science politique.

## Biographie
Originaire du Maryland, il étudia à l'Université Sainte-Marie de Baltimore et obtint sa maîtrise au collège universitaire Saint-Michel de Toronto. Il a vécu à Seattle et a enseigné la théologie à Kenmore avant de revenir à Washington au centre de recherche Woodrow-Wilson.
En 1986, il a fondé la fondation James-Madison. Récipiendaire de huit doctorats honoris causa, il a reçu le prix pontifical Pro Ecclesia et Pontifice et la médaille polonaise Gloria Artis.
Il réside avec son épouse à North Bethesda. Il préside actuellement à la chaire d'études catholiques et de politique publique de Washington. Il collabore aussi au Discovery Institute. Il est particulièrement connu pour sa biographie de Jean-Paul II : « Jean-Paul II, témoin de l'espérance ».
Le dernier livre de George Weigel est intitulé : Le Catholicisme évangélique : la profonde réforme de l’Église au XXIe siècle. Il est paru le 5 février 2013. George Weigel en fit la promotion sur le site First Things en expliquant que le « catholicisme évangélique », qui est le catholicisme « vécu dans une fidélité radicale au Christ et à l’Évangile », est le seul catholicisme possible au XXIe siècle. Le lendemain de l’élection du Pape François, George Weigel, qui avait longuement rencontré le cardinal Bergoglio au moment où il préparait son livre, écrivit un article enthousiaste de la National Review : « Le premier pape américain : le tournant du catholicisme pour un avenir évangélique. »
Il compte en 2010 parmi les fondateurs de l'association Friends of Israel Initiative, laquelle regroupe des hommes politiques et hommes d'affaires internationaux afin d’utiliser leurs influences pour soutenir les intérêts israéliens. Il est également membre du conseil consultatif de la Victims of Communism Memorial Foundation.

## Ouvrages publiés
éditions françaises
- Benoît XVI, le choix de la vérité, Ed. Edifa, août 2008 (ISBN 2-91635024-1).
- Le Cube et la Cathédrale - L'Europe, l'Amérique et la politique avec ou sans Dieu, Ed. Table ronde, 2005 (ISBN 2-71032769-4).
- Jean-Paul II, témoin de l'espérance, JC Lattes, 2005 (1re éd. 1999) (ISBN 2-70962741-8).
- L'ironie du catholicisme moderne : comment l'Église s'est redécouverte et a lancé un défi au monde moderne pour qu'il se réforme, Desclée De Brouwer, janvier 2022 (ISBN 978-2-2200-9749-7)
- Pour la sanctification du monde. L'héritage de Vatican II, Artège, 2022.

en anglais
- (en) Letters to a Young Catholic, Basic Books, 2004 (ISBN 0-465-09262-4).
- (en) The Courage To Be Catholic: Crisis, Reform, and the Future of the Church, Basic Books, 2002 (ISBN 0-465-09260-8).
- (en) The Truth of Catholicism: Ten Controversies Explored, Harper Collins, 2001 (ISBN 0-06-621330-4).
- (en) Soul of the World: Notes on the Future of Public Catholicism, Eerdmans, 1996 (ISBN 0-80284207-0).
- (en) The Final Revolution: The Resistance Church and the Collapse of Communism, Oxford University Press, 1992 (ISBN 0-19-507160-3).
- (en) Just War and the Gulf War, Ethics and Public Policy Center, 1991 (ISBN 0-89633-166-0).
- (en) Freedom and Its Discontents: Catholicism Confronts Modernity, Ethics and Public Policy Center, 1991 (ISBN 0-89633-158-X).
- (en) American Interests, American Purpose: Moral Reasoning and U.S. Foreign Policy, Praeger Publishers, 1989 (ISBN 0-275-93335-0).
- Catholicism and the Renewal of American Democracy, Paulist Press, 1989 (ISBN 0-8091-3043-2).
- (en) Tranquillitas Ordinis: The Present Failure and Future Promise of American Catholic Thought on War and Peace, Oxford University Press, 1987 (ISBN 0-19-504193-3).